# Anton Tjechov
Anton Pavlovitj Tjechov (ryska: Анто́н Па́влович Че́хов [ɐnˈton ˈpavɫəvʲɪtɕ ˈtɕɛxəf]
 ( lyssna)), född 29 januari 1860 i Taganrog i Ryssland, död 15 juli 1904 i  Badenweiler i Tyskland, var en rysk novellförfattare, dramatiker och läkare, ansedd som en av världens historiskt största novellförfattare. Hans karriär som dramatiker resulterade i fyra klassiker och hans främsta noveller högaktas av författare och kritiker. Tjechov arbetade som läkare under större delen av sin litterära karriär, något han uttryckte som ”medicinen är min äkta hustru och litteraturen min älskarinna” i ett brev till Aleksej Suvorin 1888.
Tjechov slutade på teatern efter det katastrofala mottagandet av Måsen (1896), men pjäsen hyllades 1898 av Konstantin Stanislavskijs Konstnärliga teatern i Moskva, som senare även framförde Onkel Vanja och uruppförde Tjechovs två sista pjäser, Tre systrar och Körsbärsträdgården. Dessa fyra verk utmanar skådespelarna såväl som publiken, då Tjechov istället för konventionella handlingar erbjuder en "stämningsfull teater", och ett "nedsänkt liv i texten".
Tjechov skrev under sina tidigare år främst berättelser för att tjäna pengar. Under senare år utvecklades emellertid ambitionerna och hans verk kom att innebära en förnyelse inom litteraturen. Tjechov anses av många vara fader till den moderna novellen. Hans verk särpräglas av ett tidigt användande av inre monolog, något som senare även använts av James Joyce och andra modernistiska författare. Detta kombineras med att han motsatte sig den moraliska slutgiltigheten hos den traditionella berättelsen. Han ursäktade sig aldrig för de svårigheter som detta frambringade hos läsarna, utan vidhöll att en författares främsta roll var att ställa läsaren inför ett dilemma, inte att lösa det.

## Biografi

### Barndom och ungdomsår

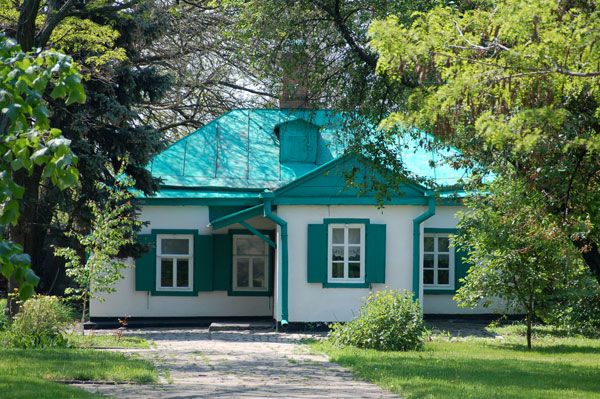
Tjechovs födelsehus i Taganrog.

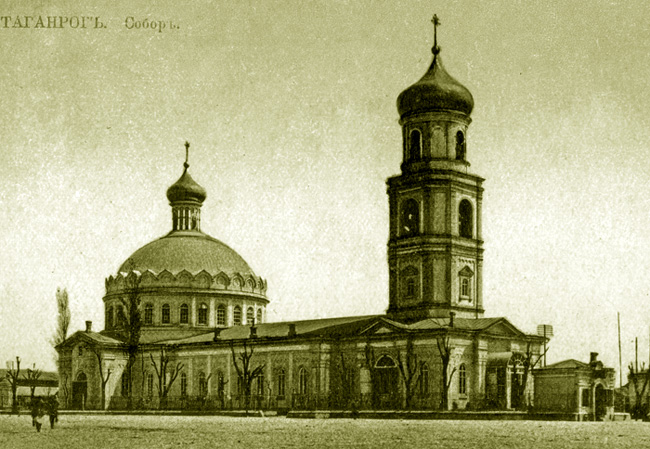
Dopplatsen Marie Himmelfärdskatedralen.

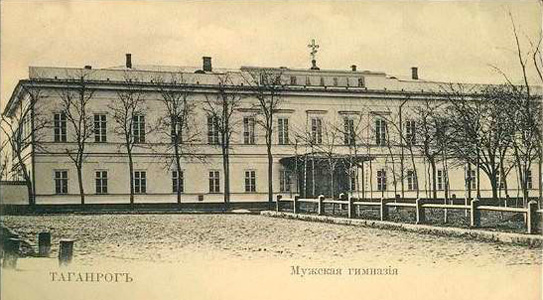
Gymnasieskolan, sent 1800-tal.

Anton Tjechov föddes den 29 januari 1860, som det tredje av sex överlevande barn, i Taganrog, en hamn vid Azovska sjön i södra Ryssland. Han döptes den 10 februari 1860 i Marie Himmelfärdskatedralen i samma stad. Fadern, Pavel Tjechov, var son till en tidigare livegen och drev en mataffär. Fadern ledde även församlingskören och var ortodoxt kristen. Han misshandlade familjen, och Pavel Tjechov har av några historiker setts som förebild för hans sons många porträtt av skenhelighet. Modern, Jevgenija, var en utmärkt sagoberättare som roade barnen med historier om sina resor runtom i Ryssland med sin far som var tyghandlare. "Vår talang fick vi från vår far", mindes Tjechov, "men vår själ fick vi från vår mor."
Som vuxen kritiserade Anton Tjechov brodern Aleksandrs behandling av fru och barn genom att påminna honom om Pavels tyranni:
| ” | Jag ber dig att minnas att det var despotism och lögner som förstörde vår mors ungdom. Despotism och lögner stympade vår barndom till den grad att det äcklar och skrämmer en att tänka på det. Minns den fasa och avsky som vi kände när Far fick ett utbrott vid middagsbordet över för salt soppa och kallade Mor idiot. | „ |
| – | |   |

Tjechov gick i en grekisk-ortodox pojkskola och sedan i gymnasiet i Taganrog, som numera är uppkallat efter honom. Där fick han gå om ett år som femtonåring för att han misslyckats med sin examen i grekiska. Han sjöng i det grekisk-ortodoxa klostret i Taganrog och i sin fars körer. I ett brev från 1892 använde han ordet "lidande" för att beskriva sin barndom och mindes:
| ” | När mina bröder och jag stod i mitten av kyrkan och sjöng [...], såg alla rört på oss och avundades våra föräldrar, medan vi i den stunden kände oss som små fångar. | „ |
| – | |   |

Tjechovs far förklarades bankrutt 1876 efter att ha överbelånat sig då han byggde ett nytt hus. För att undvika att hamna i gäldstugan flydde han till Moskva, där hans två äldsta söner, Aleksandr och Nikolaj, studerade vid universitetet. Familjen levde i fattigdom i Moskva, och modern var fysiskt och psykiskt nedbruten. Anton Tjechov lämnades kvar för att sälja familjens ägodelar och avsluta sin utbildning. Han blev kvar i Taganrog under ytterligare tre år, och bodde tillsammans med en man vid namn Selivanov som, i likhet med Lopachin i Körsbärsträdgården, hade löst ut familjens skulder i utbyte mot deras hus. Tjechov var tvungen att själv betala för sin utbildning, vilket han klarade genom att bland annat arbeta som privatlärare, fånga och sälja steglitsor och sälja korta texter till tidningarna. Han sände varje rubel han kunde avvara till Moskva, tillsammans med skämtsamma brev för att muntra upp familjen. Under denna tid läste han bland annat Cervantes, Turgenev, Gontjarov och Schopenhauer; och skrev dramakomedin, Platonov - den faderlöse, som hans bror Aleksandr avfärdade som "ett oursäktligt, men oskyldigt påhitt." Tjechov hade även en rad kärleksaffärer, däribland en med en lärares hustru. Tjechov tog sin examen 1879 och återförenades med sin familj i Moskva, då han kommit in på en läkarutbildning vid Moskvauniversitetet.

### Tidiga verk
Tjechov tog nu över ansvaret för hela familjen. För att försörja dem och kunna betala sina studiekostnader skrev han korta, humoristiska texter om det samtida ryska livet, många av dem under pseudonymer som "Antosja Tjechonte" (Антоша Чехонте) och "Man utan mjälte" (Человек без селезенки). Hans digra produktion gjorde att han successivt blev känd som en satirisk krönikör kring det ryska gatulivet och 1882 började han skriva för tidningen Oskolki (Fragment), som ägdes av Nikolaj Leikin, en av den tidens ledande förläggare. Tjechovs ton vid denna tid var en aning grövre än den som han hade när han hade mognat.
År 1884 tog Tjechov läkarexamen. Han betraktade det som sitt huvudsakliga yrke, trots att han inte tjänade särskilt mycket pengar på det och behandlade fattiga gratis. Samma år började Tjechov att hosta blod, och 1886 blev han sämre men kunde inte erkänna för sin familj och sina vänner att han drabbats av tuberkulos. Han erkände för Leikin: "Jag är rädd för att underkasta mig att bli kurerad av mina kolleger." Han fortsatte att skriva för veckotidningar, vilket gjorde att familjen steg för steg kunde få en bättre bostad. I början av 1886 erbjöds han att skriva för en av de populäraste tidningarna i Sankt Petersburg, Novoje vremja (Nya tider), som ägdes och redigerades av miljonärsmagnaten Aleksej Suvorin, som betalade dubbelt så mycket per rad som Leikin och gav honom tre gånger så mycket utrymme. Suvorin kom att bli en vän för livet, kanske Tjechovs närmaste vän.
Inom kort blev Tjechov uppmärksammad för sitt skrivande. Den sextiofyraårige Dmitrij Grigorovitj, som då var en hyllad rysk författare, skrev till Tjechov efter att ha läst hans novell Jegors berättelse, "Du har en äkta begåvning – en begåvning som placerar dig bland de främsta bland den nya generationens författare." Han fortsatte med att ge Tjechov råden att sakta ned, skriva mindre och koncentrera sig på litterär kvalitet. Tjechov svarade att brevet hade slagit ned i honom "som en blixt" och erkände att "Jag har skrivit mina berättelser på det sätt som reportrar skriver om bränder – mekaniskt, halvt medveten, utan att bry mig om varken läsaren eller mig själv." Erkännandet kan ha gjort Tjechov en björntjänst, då tidiga manuskript avslöjar att han ofta skrev med extrem försiktighet, och ständigt omarbetade texten. Grigorovitjs råd inspirerade trots det till en seriösare, konstnärlig ambition hos tjugosexåringen. 1887 vann Tjechov det åtråvärda Pusjkinpriset  med novellsamlingen "I skymningen" (V sumerkach) "för den bästa litterära produktionen utmärkt genom sitt höga konstnärliga värde."

### Vändpunkter

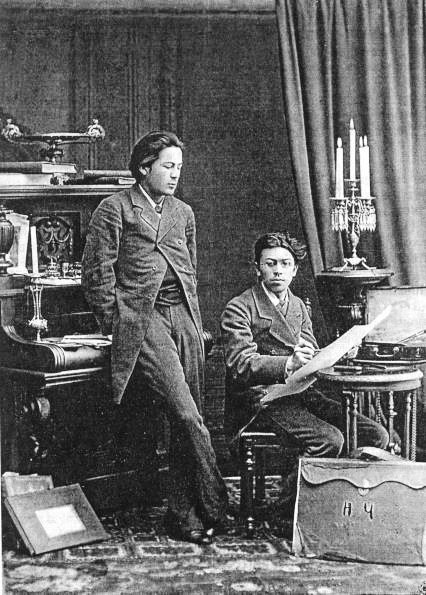
Den unge Anton Tjechov (till vänster) med brodern Nikolaj 1882.

Det året, 1887, reste Tjechov, som då var utmattad av överarbete och sjukdom, till Ukraina, där han återupptäckte den kaspiska stäppens skönhet. Vid återkomsten började han att skriva den långa novellen Stäppen, "något ganska udda och för originellt", som senare publicerades i Severnyj Vestnik. I berättelsen skildrar Tjechov en resa över stäppen genom en ung pojkes ögon. Han har sänts iväg för att leva långt hemifrån, och reser tillsammans med en präst och en köpman. Stäppen, som har kallats ett "uppslagsverk över Tjechovs poesi", representerade ett viktigt framsteg för Tjechov, och visade mycket av kvaliteten i hans mogna berättande och gjorde att han kunde publicera sig i litterära tidskrifter snarare än i tidningar.
Under hösten 1887 beställde en teaterimpressario vid namn Korsj en pjäs av Tjechov, som resulterade i pjäsen Ivanov, som skrevs på två veckor och som spelades i november samma år. Även om Tjechov fann erfarenheten "äcklande", och målade ett komiskt porträtt av den kaotiska produktionen i ett brev till sin bror Aleksandr, blev pjäsen en framgång och berömdes, till Tjechovs förvåning, som ett originellt verk. Michail Tjechov ansåg Ivanov vara ett viktigt moment i sin broders intellektuella utveckling och litterära karriär. Från den här perioden härstammar den iakttagelse av Tjechov som sedermera har blivit känd som "Tjechovs gevär", som skrevs ned av Ilia Gurliand efter ett samtal med författaren: "Om du i en akt har ett gevär hängande på väggen, måste geväret avfyras i sista akten."
När hans bror Nikolaj dog av tuberkulos 1889 inspirerades Tjechov att skriva En ledsam historia om en man som står inför slutet av sitt liv, vilket han inser har varit syfteslöst. Michail Tjechov, som såg broderns depression och rastlöshet efter Nikolajs död, höll vid den här tiden på med en undersökning av fängelser som en del av sina juridikstudier, och Anton Tjechov, som sökte efter ett syfte med sitt liv, blev snart själv besatt av problemet med fängelsereformer.

### Sachalin
År 1890 genomförde Tjechov en besvärlig resa med tåg, häst och vagn och på flodångare till Rysslands östligaste del och Katorga, ett straffarbetsläger på ön Sachalin norr om Japan där han ägnade tre månader åt att intervjua tusentals straffångar och bosättare för en folkräkning. Breven som Tjechov skrev under resan till ön och vistelsen där anses höra till hans bästa. Hans anmärkningar om Tomsk som han skrev till sin syster blev berömda.
| ” | Tomsk är en väldigt tråkig stad. Att döma av fyllona vars vänskap jag har fått, och från det intellektuella folk som har kommit till hotellet för att visa mig sin respekt, så är invånarna väldigt tråkiga med. | „ |
| – | |   |

Tomsks invånare hämnades sedermera genom att uppföra en satirisk staty av Tjechov. Saker som Tjechov bevittnade på Sachalin chockerade och retade upp honom, exempelvis piskning, förskingring av förnödenheter, och tvångsprostitution av kvinnor. "Det fanns tillfällen", skrev han, när "jag kände att jag såg framför mig de extrema gränserna av mänsklig degradering". Han rördes speciellt av barnen som bodde i lägret med sina föräldrar.
| ” | På Amurflodens flodångare som gick till Sachalin fanns det en straffånge med en boja kring benen som hade mördat sin fru. Hans dotter, en sex år gammal liten flicka, befann sig med honom. Jag lade märke till att vart än straffången rörde sig, följde den lilla flickan efter honom, och höll sig fast i hans bojor. På natten sov barnet med straffångarna och soldaterna alla i en hög tillsammans. | „ |
| – | |   |

Tjechov drog senare slutsatsen att välgörenhet inte var svaret, utan att regeringen hade en plikt att finansiera en human behandling av straffångarna. Vad han kom fram till publicerades 1893 och 1894 som Ostrov Sachalin (Ön Sachalin), ett socialvetenskapligt icke-litterärt verk, storslaget och informativt snarare än briljant. Tjechov fann ett litterärt uttryck för det helvetiska Sachalin i sin sista långa novell Dråpet, i vilken den sista delen utspelas på Sachalin, där mördaren Jakov lastar kol mitt i natten och längtar hem.

### Melichovo

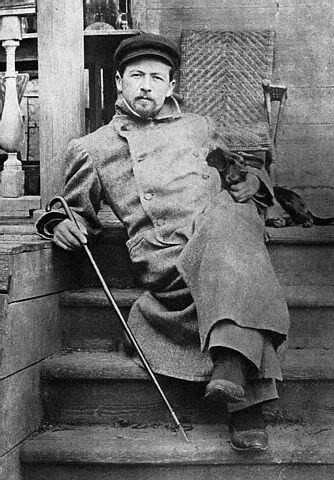
Tjechov på Melichovo 1897.

År 1892 köpte Tjechov en mindre lantegendom, Melichovo, ungefär 64 kilometer söder om Moskva, där han bodde han med sin familj fram till 1899. "Det är trevligt att vara en herreman", yttrade han skämtsamt till Scheglov; men han tog sina plikter som godsägare på allvar och gjorde snart sitt bästa för att vara till nytta för de lokala bönderna. Han organiserade understöd till offren för den hungersnöd och kolera som utbröt år 1892, och han lät även bygga tre skolor, en brandstation och en läkarmottagning där han sedan ägnade sig åt att ideellt bistå bönder från hela trakten med sina medicinska tjänster, trots att hans tuberkulos bröt ut vid flera tillfällen. Michail Tjechov, en medlem av Melichovos hushåll, beskrev omfånget av sin brors medicinska åtaganden:
| ” | Från första dagen då Tjechov flyttat till Melichovo började de sjuka flockas till honom från hela nejden. De kom till fots och på kärror från över 30 kilometers håll och ofta kallades han till patienter som bodde långt borta. Ibland stod det sjuka bondkvinnor och barn utanför hans dörr och väntade redan tidigt på morgonen. | „ |
| – | |   |

Tjechovs utgifter för mediciner var betydande, men den största kostnaden var de ofta timslånga resor han gjorde för att avlägga sjukbesök. Detta inkräktade även på den tid han kunde avsätta till skrivandet. Tjechovs arbete som läkare berikade dock hans författarskap genom att han kom i kontakt med alla nivåer av det ryska samhället. Till exempel gavs han på detta sätt möjlighet att själv bevittna böndernas ohälsosamma och trånga levnadsförhållanden som han senare beskrev i novellen Bönder. Tjechov besökte även överklassen, och han gjorde bland annat följande anteckning: "Aristokrater? Samma fula kroppar och fysiska orenhet, samma tandlösa ålderdom och motbjudande död, som hos torggummorna."
Tjechov började skriva pjäsen Måsen (1894) i en stuga som han hade byggt i Melichovos fruktträdgård. Under de två år som han hade bott på egendomen hade han renoverat huset, tagit upp agrikultur och hortikultur, vårdat fruktträdgården och fontänen samt planterat många träd, som han, enligt Michail, "såg efter… som om de vore hans barn. Likt greve Versjinin i Tre systrar, drömde han om hur det skulle vara om tre eller fyra hundra år när han tittade på dem."
Premiären på Måsen den 17 oktober 1896 på Aleksandrinskijteatern i Sankt Petersburg blev ett fiasko, pjäsen blev utbuad av publiken, ett mottagande som plågade Tjechov så mycket att han beslöt sig för att sluta skriva för teatern. Men pjäsen imponerade så mycket på teaterdirektören Vladimir Nemirovitj-Dantjenko att han övertygade sin kollega Konstantin Stanislavskij att regissera den i Moskva för Konstnärliga teatern 1898. Stanislavskijs uppmärksamhet på psykologisk realism och ensemblespelande lockade fram de gömda subtiliteterna ur texten och återuppväckte Tjechovs intresse för att skriva pjäser. Konstteatern beställde fler pjäser från Tjechov och följande år spelades Onkel Vanja, som Tjechov färdigställt 1896.

### Jalta

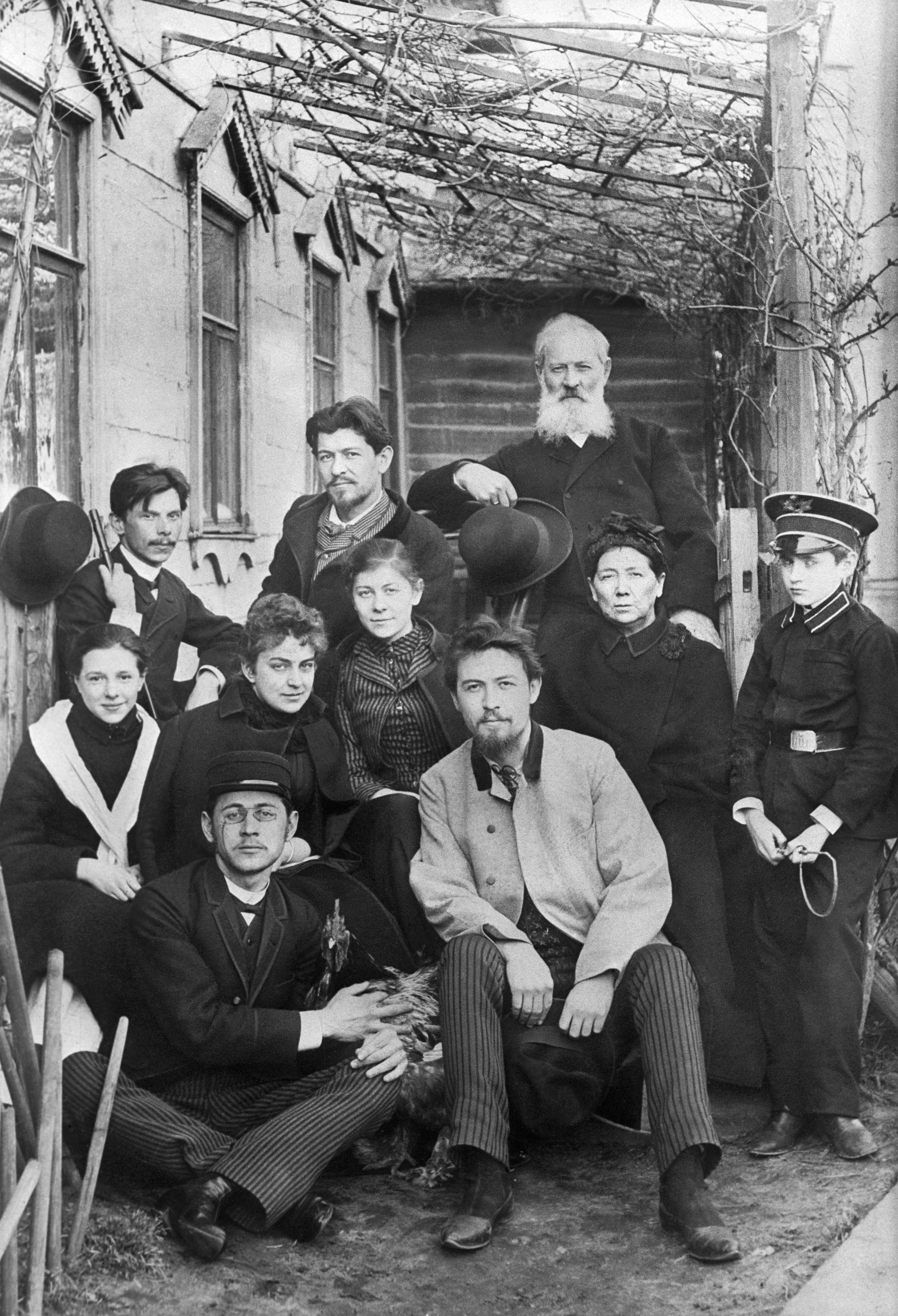
Tjechovs familj och vänner 1890. (Övre raden, från vänster) Ivan, Aleksandr, fadern; (Andra raden) M. Kornejeva, Lika Mizinova, Marija, modern, Sergej Kiseljov; (nedre raden) Michail, Anton.

Under ett besök i Moskva i mars 1897 fick Tjechov en större blödning i lungorna. Med stora svårigheter övertalades han att lägga in sig på en klinik. Väl där konstaterades tuberkulos i den övre delen av lungorna och läkarna ordinerade en förändring i levnadssättet. Efter faderns död år 1898 köpte Tjechov en bit mark i Jaltas utkanter och byggde där en villa och flyttade in där året därpå tillsammans med sin mor och sin syster. Även om han planterade träd och blommor på Jalta, hade hundar och tama tranor och gästades av författare som Lev Tolstoj och Maksim Gorkij, var han alltid som nöjdast när han kunde lämna sitt "heta Sibirien" för att resa till Moskva eller utomlands. Han lovade att han skulle flytta till Taganrog så snart vattenförsörjning hade installerats där. På Jalta skrev han ytterligare två pjäser för teatern. Det tog längre tid att skriva dem än tidigare, då han "skrev rofyllt, på det sätt som jag äter pannkakor nu": ett år vardera för Tre systrar och Körsbärsträdgården.
Den 25 maj 1901 gifte sig Tjechov med Olga Knipper, en före detta protegé och älskarinna till Nemirovitj-Dantjenko som han först hade mött vid repetitionerna för Måsen. Bröllopet genomfördes i tysthet, på grund av hans rädsla för bröllop. Fram till nu hade Tjechov, som kallades "Rysslands mest svårfångade litterära ungkarl" föredragit tillfälliga förbindelser och besök i bordeller framför ett känslomässigt engagemang. Han skrev en gång till Suvorin:
| ” | För all del kan jag gifta mig om du vill det. Men under dessa förutsättningar: Allt måste vara som det varit hittills - det vill säga, hon måste leva i Moskva medan jag bor på landet, och jag kommer och träffar henne… ge mig en fru som, likt månen, inte kommer att framträda i min himmel varje dag. | „ |
| – | |   |

Brevet visade sig profetiskt inför Tjechovs äktenskapliga arrangemang med Olga. Han bodde större delen av tiden på Jalta, hon i Moskva, där hon hade sin skådespelarkarriär. 1902 fick Olga missfall, och Donald Rayfield har lagt fram bevis, baserade på parets brev, för att befruktningen kan ha inträffat när Tjechov och Olga var åtskilda, även om ryska forskare slutgiltigt har sökt motbevisa detta. Det litterära arvet från detta äktenskap på distans är en korrespondens som innehåller teaterhistoriska pärlor, såsom ömsesidiga klagomål om Stanislavskijs regissörsmetoder och Tjechovs råd till Olga om hur hon skulle agera i hans pjäser.
I Jalta skrev Tjechov en av sina mest berömda berättelser, Damen med hunden som beskriver vad som först verkar vara en flyktig förbindelse i Jalta mellan en gift kvinna och en gift man. Ingen av dem förväntar sig att mötet ska få bestående konsekvenser, men de dras allt starkare till varandra och riskerar sina familjeliv för att fortsätta träffas.

### Död
I maj år 1904 var Tjechov dödligt sjuk i tuberkulos. "Alla som såg honom trodde i hemlighet att slutet inte var långt borta", erinrar sig Michail Tjechov, "men ju närmare slutet Tjechov kom, desto mindre föreföll han inse det". Den 3 juni gav han sig iväg till den tyska kurorten Badenweiler i Schwarzwald tillsammans med Olga, och därifrån skickade han till synes uppsluppna brev till sin syster Marija där han beskrev maten och omgivningarna och försäkrade henne och sin mor om att han var på bättringsvägen. I sitt sista brev beklagade han sig över de tyska kvinnornas dåliga klädsmak. Berättelsen om Tjechovs död har kommit att bli en av litteraturhistoriens legender, som återberättats, utbroderats och iscensatts många gånger, bland annat i novellen Errand av Raymond Carver. År 1908 skrev Olga ner följande redogörelse för makens sista ögonblick i livet:
| ” | Anton satte sig upp, ovanligt upprätt, och sade högt och tydligt (trots att han knappt talade någon tyska): Ich sterbe (Jag dör). Läkaren försökte lugna ner honom, tog en spruta och gav honom en injektion med kamfer och rekommenderade champagne. Anton tog ett fullt glas, granskade det noga, och sade medan han log mot mig: "Det var länge sedan jag drack champagne". Han tömde glaset, lade sig lugnt ner på vänster sida, och jag hann bara springa över till honom och luta mig över sängen medan jag ropade på honom, men han hade slutat andas och somnat in, fridfullt som ett barn... | „ |
| – | |   |

Tjechovs kropp fraktades till Moskva med tåg, i en kylvagn avsedd för färska ostron, en detalj som Maksim Gorkij fann stötande. Dessutom kom ett antal av de tusentals sörjande av misstag följa fel begravning, en general Keller som begravdes åtföljd av en militärorkester. Tjechov begravdes bredvid sin far på Novodevitjekyrkogården.

## Eftermäle

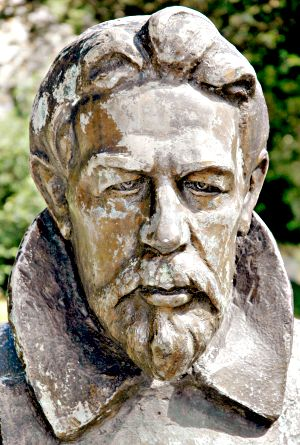
Byst av Tjechov i Badenweiler i södra Tyskland.

Några månader före sin död sa Tjechov till författaren Ivan Bunin att han trodde att folk kanske skulle fortsätta läsa hans verk i sju år. ”Varför sju?” frågade Bunin, varpå Tjechov svarade ”Tja, sju och ett halvt. Det är inte dåligt. Jag har sex år kvar att leva.” Den alltid lika blygsamme Tjechov kunde omöjligt föreställa sig till vilken grad han skulle bli känd efter sin död. De hyllningar som Körsbärsträdgården fick året efter hans död visade hur mycket han hade stigit i popularitet hos den ryska befolkningen. Han ansågs då vara den näst mest kände författaren efter Lev Tolstoj. Tolstoj levde sex år längre än Tjechov, men efter Tolstojs död spreds Tjechovs ryktbarhet längre.
Constance Garnetts översättningar vann en engelskspråkig läsekrets åt honom samt beundran från författare som James Joyce, Virginia Woolf och Katherine Mansfield. William H. New sammanfattar likheterna mellan Mansfields The Child Who Was Tired från 1910 och Tjechovs Sleepy i sin bok Reading Mansfield and Metaphors of Reform. Den ryske litteraturkritikern D.S. Mirskij, som levde i England, förklarade Tjechovs popularitet i landet genom hans ”ovanliga, fullständiga avvisande av heroiska värden”. I Ryssland förlorade Tjechov sin status efter ryska revolutionen men anpassades senare till Sovjetunionens agenda, med karaktären Lopachin, till exempel, som ändrades till en hjälte av den nya ordningen som tar en yxa till körsbärsträdgården.
En av de första utanför Ryssland som lovordade Tjechovs pjäser var George Bernard Shaw, som gav sin Heartbreak House underrubriken A Fantasia in the Russian Manner on English Themes och noterade likheter i den brittiska jordägande klassens situation och den ryska motsvarigheten så som den skildrats av Tjechov: ”samma trevliga personer, samma totala futilitet”. I USA ökade Tjechovs ryktbarhet något senare, delvis genom Stanislavskijsystemets inflytande på skådespeleriet, som med sin åsikt om undertexter:
| ” | Tjechov uttryckte sällan sina tankar genom tal", skrev Stanislavskij, "utan i pauserna eller mellan raderna eller i svaren bestående av ett enda ord.. karaktärerna känner och tänker saker som inte alltid tar sig uttryck i meningarna de säger. | „ |
| – | |   |

”Group Theatre” i New York utvecklade speciellt ett synsätt till drama byggt på det underförstådda osagda, vilket influerade generationer av amerikanska dramatiker, manusförfattare och skådespelare som Clifford Odets, Elia Kazan och speciellt Lee Strasberg. I sin tur influerade Strasbergs Actors Studio och Method Acting (en metod för skådespelare att leva sig in i sina roller) många skådespelare, som Marlon Brando och Robert De Niro, även om Tjechovs idéer då kan ha förvridits av en realismupptagenhet. År 1981 arbetade dramatikern Tennessee Williams om Måsen till The Notebook of Trigorin. Trots Tjechovs berömmelse som dramatiker anser en del författare att hans noveller representerar en större prestation. Raymond Carver skrev i novellen Errand om Tjechovs död och ansåg honom vara den störste av alla novellförfattare:
| ” | Tjechovs historier är lika underbara (och nödvändiga) nu som när de först dök upp. Det är inte bara det ofantliga antal historier han skrev - för få, om ens någon, författare har någonsin gjort fler - utan det är med vilken beundransvärd frekvens han producerade mästerverk, historier som bekänner för oss och även behagar och berör oss, som frilägger våra känslor på sätt som bara äkta konst kan göra. | „ |
| – | |   |

Ernest Hemingway, en annan författare influerad av Tjechov, var mer återhållsam: ”Tjechov skrev runt sex bra historier. Men han var en amatörförfattare.” Vladimir Nabokov klagade en gång över Tjechovs ”blandning av fruktansvärd prosa, färdiggjorda epitet, repetitioner”, men förkunnade även att Damen med hunden var ”en av de bästa historier som någonsin skrivits” och beskrev Tjechov som skrivande ”på det sätt som en person berättar för andra om de viktigaste sakerna i sitt liv, sakta men ändå utan avbrott, med en något dämpad röst”. För författaren William Boyd var Tjechovs genombrott att överge vad William Gerhardie kallat för ”händelsehandling” för något mera ”otydligt, avbrutet, tilltygat eller annars mixtrat av livet”. Virginia Woolf funderade över den unika kvaliteten på en av Tjechovs historier i The Common Reader (1925):
| ” | Men är detta slutet, undrar vi? Vi har snarare en känsla av att vi har kört förbi stoppsignalen; eller att det är som om en melodi avslutats innan de förväntade avslutande ackorden. Dessa historier är ofullständiga säger vi och fortsätter att uttrycka en kritik baserad på förväntningarna att historier borde avslutas på ett sätt som vi känner igen. Genom att göra detta lyfter vi upp frågan om vår egen lämplighet som läsare. Där melodin är bekant och slutet så älskvärt – älskare förenade, skurkar gäckade, intriger röjda – som i det mesta av den viktorianska skönlitteraturen, kan vi knappast gå fel, men där melodin är obekant och slutet en ton som frågar eller blott informationen om att de fortsatte tala, som det är i Tjechov, då behöver vi en väldigt djärv och vaken känsla för litteratur för att kunna höra melodin, och speciellt de allra sista tonerna som avslutar harmonin. | „ |
| – | |   |

Anton Tjechov har fått en krater uppkallad efter sig på planeten Merkurius, Tjechovkratern. Han har också fått asteroiden 2369 Chekhov uppkallad efter sig.

## Bilder

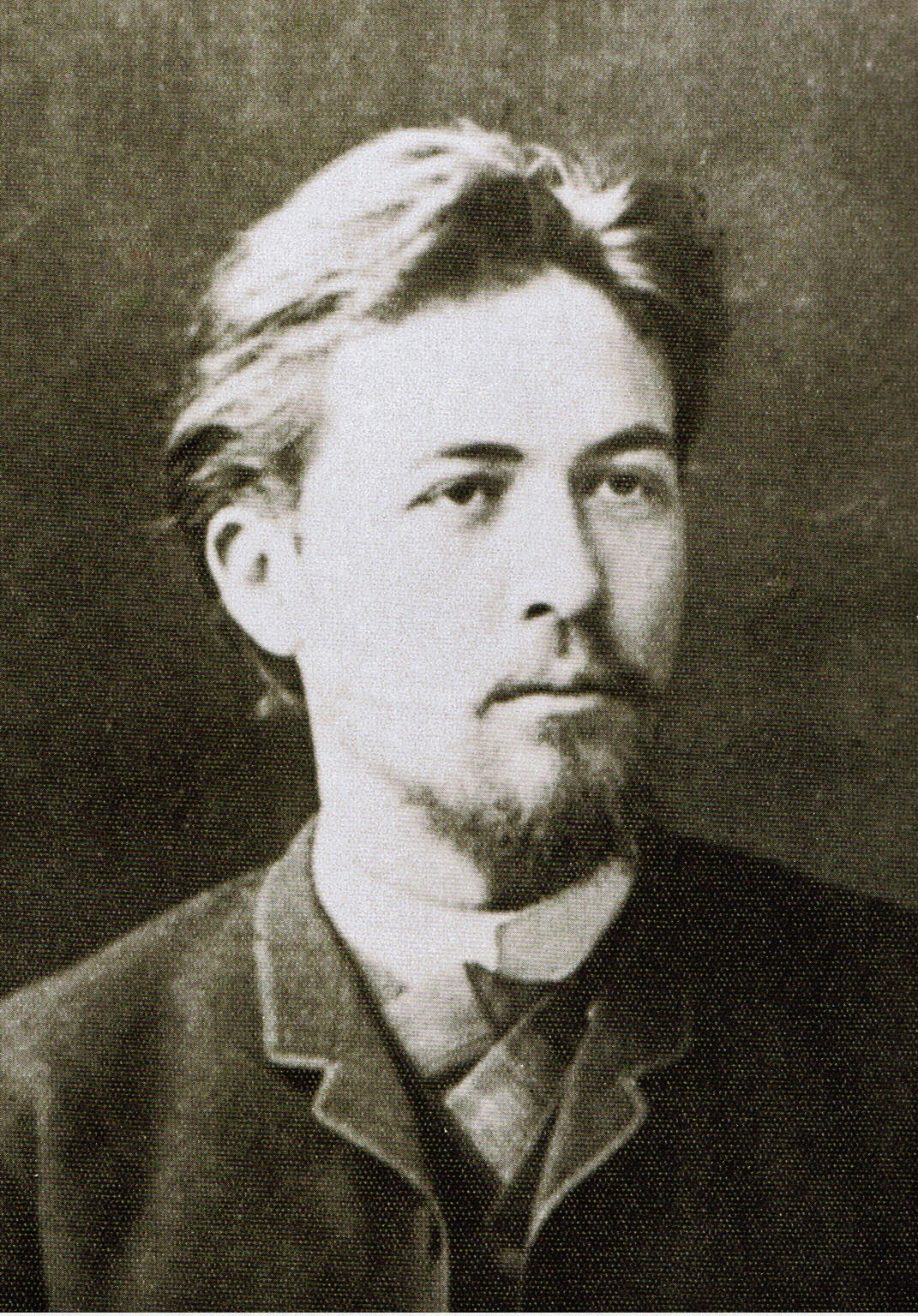
Tjechov, 1889, 29 år gammal.
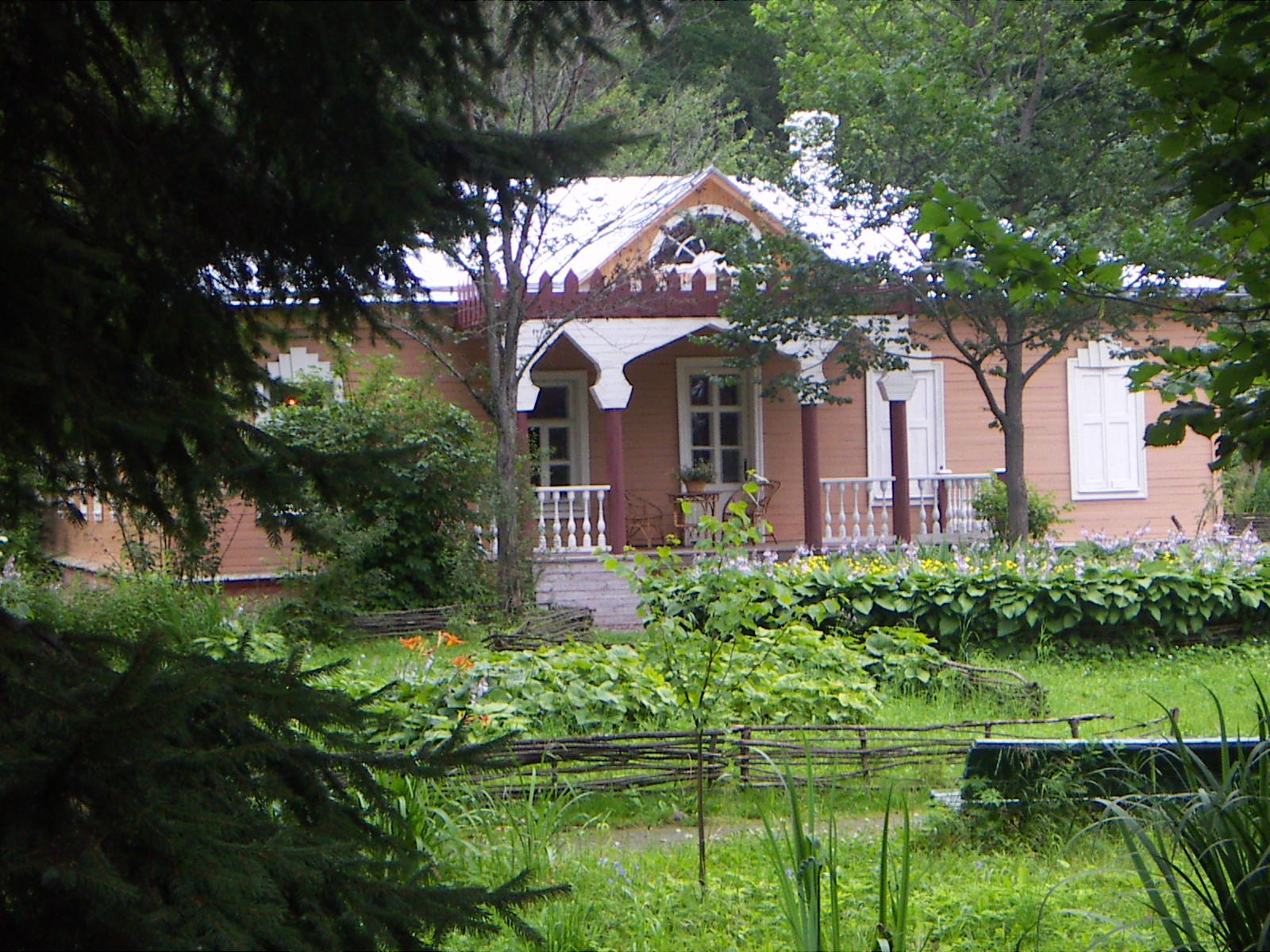
Melichovo, numera museum
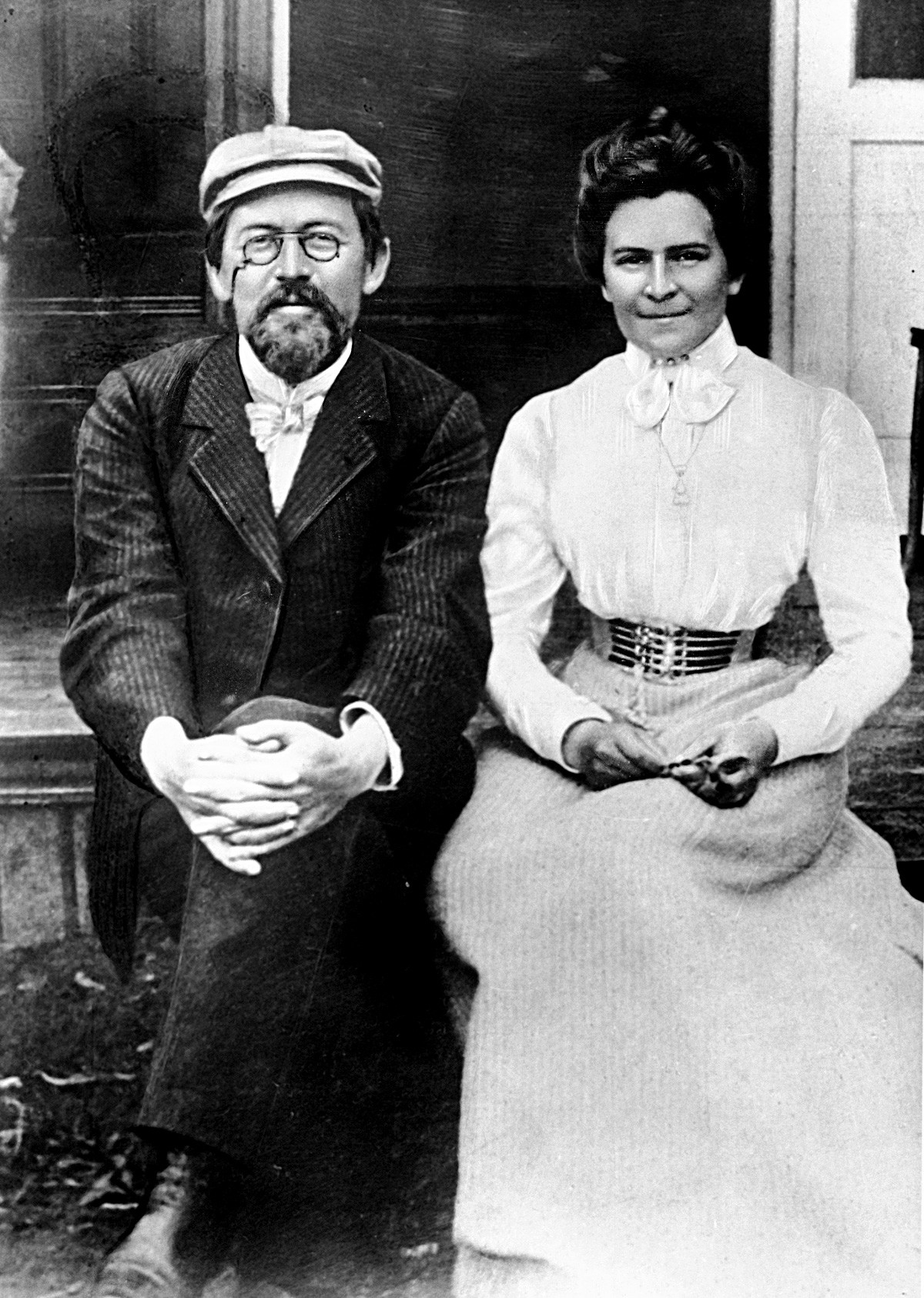
Tjechov och Olga, 1901, på smekmånad.
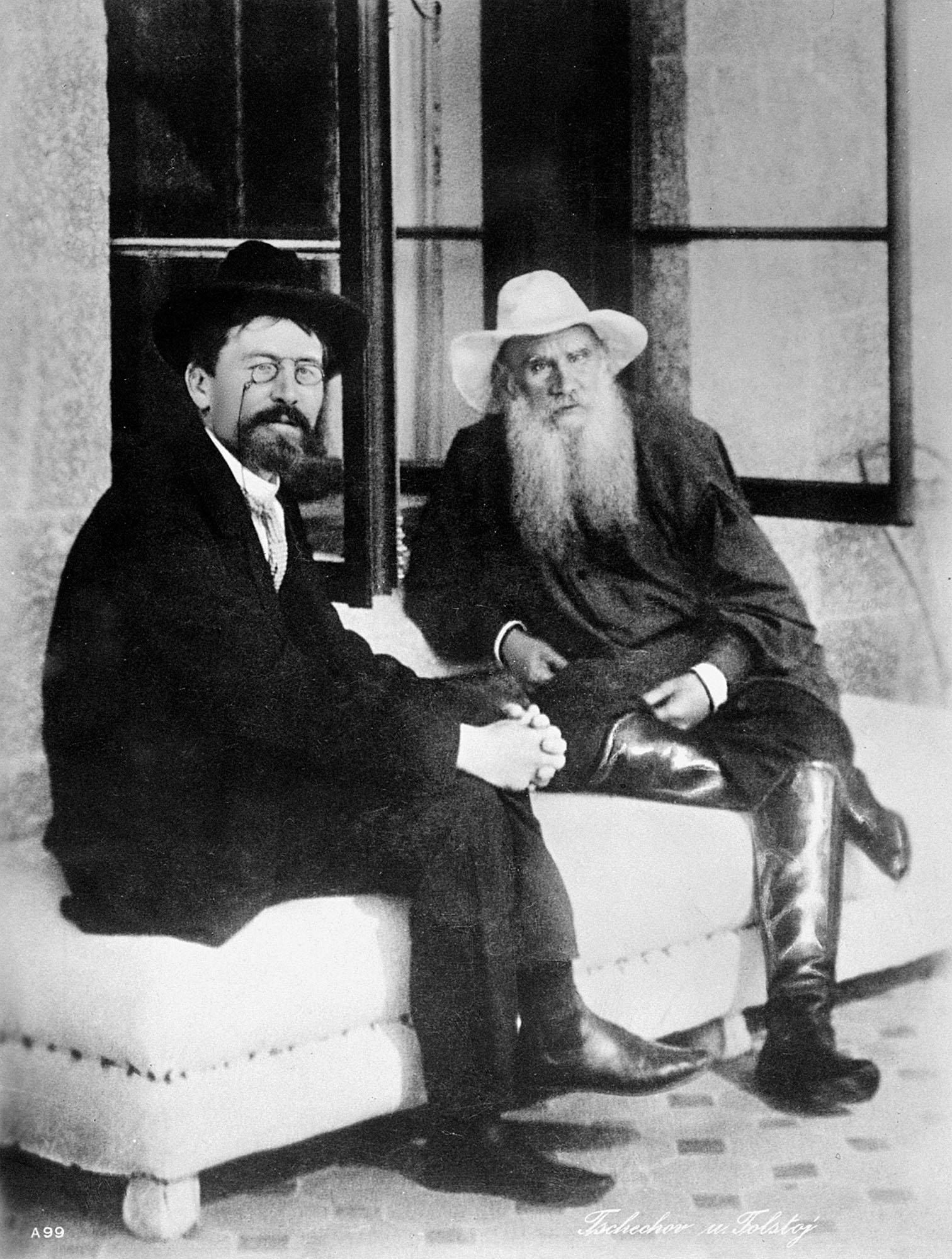
Tjechov tillsammans med Lev Tolstoj på Jalta, 1900.
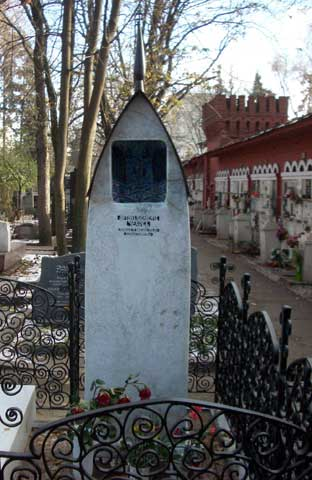
Tjechovs grav, Novodevitjekyrkogården, Moskva.

### Fotnoter
1. ↑  Краткая литературная энциклопедия, Stora ryska encyklopedin, 1962, läs online, ”17(29).I.1860”.[källa från Wikidata]
2. ↑  Semjon Vengerov, Чехов, Антон Павлович, Brockhaus och Efrons encyklopediska lexikon volym 38a och Brockhaus och Efrons encyklopediska lexikon volym IIa 1907, ”Ч. родился 17 января 1860 г. в Таганроге”.[källa från Wikidata]
3. ↑  läs online, bigenc.ru , läst: 6 februari 2019, ”17(29).1.1860”.[källa från Wikidata]
4. 1 2 3 4 5  Краткая литературная энциклопедия, Stora ryska encyklopedin, 1962, läs online.[källa från Wikidata]
5. ↑  Aleksandr M. Prochorov (red.), ”Чехов Антон Павлович”, Большая советская энциклопедия : [в 30 т.], tredje utgåvan, Stora ryska encyklopedin, 1969, läst: 28 september 2015.[källa från Wikidata]
6. ↑  Semjon Vengerov, Чехов, Антон Павлович, Brockhaus och Efrons encyklopediska lexikon volym 38a och Brockhaus och Efrons encyklopediska lexikon volym IIa 1907.[källa från Wikidata]
7. ↑  läs online, bigenc.ru , läst: 6 februari 2019, ”2(15).7.1904”.[källa från Wikidata]
8. ↑  Краткая литературная энциклопедия, Stora ryska encyklopedin, 1962, läs online, ”2(15).VII.1904”.[källa från Wikidata]
9. ↑  Eesti biograafiline andmebaas ISIK, Eesti biograafiline andmebaas-ID: 6818, läst: 9 oktober 2017.[källa från Wikidata]
10. ↑  läs online, www.laphamsquarterly.org .[källa från Wikidata]
11. ↑  läs online, encyclopedia.kids.net.au .[källa från Wikidata]
12. ↑  Find a Grave, läs online, läst: 29 juni 2024.[källa från Wikidata]
13. ↑  läs online, Wiley .[källa från Wikidata]
14. 1 2  Archive of Fine Arts, abART person-ID: 16408, läs online, läst: 1 april 2021.[källa från Wikidata]
15. ↑  Musikverkets auktoritetsdatabas, 6 oktober 2017, Musikverket person-ID: DS/UK/186, läst: 6 oktober 2017.[källa från Wikidata]
16. ↑  arkiv Storico Ricordi, Archivio Storico Ricordi person-ID: 15664, läst: 3 december 2020.[källa från Wikidata]
17. ↑  läs online, goslitmuz.ru , läst: 18 december 2023.[källa från Wikidata]
18. ↑  ”Russian literature; Anton Tjechov”. Encyclopedia Britannica. http://www.britannica.com/eb/article-29160/Russian-literature. Läst 14 juni 2008.
19. ↑  "Greatest short story writer who ever lived." Raymond Carver (i Rosamund Bartletts introduktion till About Love and Other Stories, XX); "Quite probably. the best short-story writer ever." A Chekhov Lexicon, av William Boyd, The Guardian, 3 juli 2004. Hämtad 16 februari 2007.
20. ↑  "Stories… which are among the supreme achievements in prose narrative." Vodka miniatures, belching and angry cats, George Steiners analys av The Undiscovered Chekhov, i The Observer, 13 maj 2001. Hämtad 16 februari 2007.
21. ↑  Fri översättning från ett brev till Alexei Suvorin, 11 september 1888. Letters of Anton Chekhov.
22. ↑  "Actors climb up Tjechov like a mountain, roped together, sharing the glory if they ever make it to the summit". Skådespelaren Ian McKellen, citerad i Miles, 9.
23. ↑  "Tjechovs art demands a theatre of mood." Vsevolod Meyerhold, citerad i Allen, 13; "A richer submerged life in the text is characteristic of a more profound drama of realism, one which depends less on the externals of presentation." Styan, 84.
24. ↑  "Tjechov is said to be the father of the modern short story". Malcolm, 87; "He brought something new into literature." James Joyce, i Arthur Power, Conversations with James Joyce, Usborne Publishing Ltd, 1974, ISBN 978-0-86000-006-8, 57; "Tchehov's breach with the classical tradition is the most significant event in modern literature", John Middleton Murry, i Athenaeum, 8 april 1922, citerad i Bartletts introduktion till About Love, XX.
25. ↑  "This use of stream-of-consciousness would, in later years, become the basis of Tjechovs innovation in stagecraft; it is also his innovation in fiction." Wood, 81; "The artist must not be the judge of his characters and of their conversations, but merely an impartial witness." Brev till Suvorin, 30 maj 1888; In reply to an objection that he wrote about horse-thieves (The Horse-Stealers, hämtat 16 februari 2007) "without condemning them, Tjechov said readers should add for themselves the subjective elements lacking in the story." Brev till Suvorin, 1 april 1890. Letters of Anton Chekhov.
26. ↑  "You are right in demanding that an artist should take an intelligent attitude to his work, but you confuse two things: solving a problem and stating a problem correctly. It is only the second that is obligatory for the artist." Brev till Suvorin, 27 oktober 1888. Letters of Anton Chekhov.
27. 1 2  Wood, 78.
28. ↑  Payne, XVII.
29. ↑  Simmons, 18.
30. 1 2 3 4 5 6 7 8 9  From the biographical sketch, adapted from a memoir by Tjechovs brother Mihail, which prefaces Constance Garnett's translation of Tjechovs letters, 1920.
31. ↑  Brev till brodern Aleksandr, 2 januari 1889, i Malcolm, s. 102.
32. ↑  En annan inblick i Tjechovs barndom finns i ett brev till hans förläggare och vän Alexej Suvorin: "Ända sedan barndomen har jag trott på utveckling, och jag kunde inte sluta tro på det eftersom skillnaden mellan tiden då jag krossades till då de slutade krossa mig var oerhörd." Brev till Suvorin, 27 mars 1894. Letters of Anton Chekhov.
33. ↑  Bartlett, 4–5.
34. 1 2  Brev till I.L. Shcheglov, 9 mars 1892. Letters of Anton Chekhov.
35. ↑  Han hade blivit lurad av en entreprenör vid namn Mironov. Rayfield, 31.
36. ↑  Brev till kusinen Mihail, 10 maj 1877. Letters of Anton Chekhov.
37. ↑  Malcolm, 25.
38. 1 2 3  Payne, XX.
39. ↑  Brev till brodern Mihail, 1 juli 1876. Letters of Anton Chekhov.
40. ↑  Simmons, 26.
41. ↑  Simmons, 33.
42. ↑  Rayfield, 69.
43. ↑  Wood, 79.
44. ↑  Rayfield, 91.
45. ↑  "There is in these miniatures an arresting potion of cruelty… The wonderfully compassionate Chekhov was yet to mature." Vodka miniatures, belching and angry cats, George Steiners analys av The Undiscovered Chekhov i The Observer, 13 maj 2001. Hämtat 16 februari 2007.
46. 1 2  Malcolm, 26.
47. ↑  Letter to N.A .Leikin, 6 april 1886. Letters of Anton Chekhov.
48. ↑  Rayfield, 128.
49. ↑  De blev bara osams vid ett tillfälle, då Tjechov protesterade mot de antisemitiska angreppen i Novoje vremja mot Dreyfus och Zola år 1898. Rayfield, 448–50.
50. ↑  På många sätt var den högerorienterade Suvorin, som Lenin senare kallade "The running dog of the Tzar" (Payne, XXXV), var Tjechovs motsats; "Tjechov fungerade som Suvorins njure, och drog ur affärsmannens gifter." Wood, 79.
51. ↑  The Huntsman.. Hämtat 16 februari 2007.
52. ↑  Malcolm, 32–3.
53. ↑  Payne, XXIV.
54. ↑  Simmons, 160.
55. ↑  Brev till Grigorovitj, 12 januari 1888. Citerat av Malcolm, 137.
56. ↑  "The Steppe, as Michael Finke suggests, is 'a sort of dictionary of Chekhovs poetics,' a kind of sample case of the concealed literary weapons Chekhov would deploy in his work to come." Malcolm, 147.
57. ↑  Brev till brodern Aleksandr, 20 november 1887. Letters of Anton Chekhov.
58. ↑  Rayfield, 203.
59. ↑  Simmons, 190.
60. ↑  A Dreary Story.. Hämtat 16 februari 2007.
61. ↑  Simmons, 186–91.
62. ↑  Malcolm, 129.
63. ↑  Simmons, 223.
64. ↑  Rayfield, 224.
65. ↑  Brev till systern Marija, 20 maj 1890.Letters of Anton Chekhov.
66. ↑  Wood, 85.
67. ↑  Rayfield 230.
68. ↑  Brev till A.F. Koni, 16 januari 1891. Letters of Anton Chekhov.
69. ↑  Malcolm, 125.
70. ↑  Sådant är den allmänna kritiken av verket, men Simmons kallar det ett "värdefullt och väldigt humant dokument". Simmons, 229.
71. ↑  The Murder.. Hämtat 16 februari 2007.
72. ↑  Payne, XXXI.
73. ↑  Note-Book.. Läst 16 februari 2007.
74. ↑  Rayfield, 394–8.
75. ↑  Benedetti, Stanislavski: An Introduction, 25.
76. ↑  Chekhov and the Art Theatre, in Stanislavski's words, were united in a common desire "to achieve artistic simplicity and truth on the stage." Allen, 11.
77. ↑  Rayfield, 390–1. Rayfield draws from his critical study Chekhov's "Uncle Vanya" and the "Wood Demon" (1995), which anatomised the evolution of the Wood Demon into Uncle Vanya—"one of Chekhov's most furtive achievements."
78. ↑  Brev till Suvorin, 1 april 1897. Letters of Anton Chekhov.
79. ↑  Olga Knipper, Memoir, i Benedetti, Dear Writer, Dear Actress, 37, 270.
80. ↑  Bartlett, 2.
81. ↑  Malcolm, 170–1.
82. ↑  "I have a horror of weddings, the congratulations and the champagne, standing around, glass in hand with an endless grin on your face." Brev till Olga Knipper, 19 april 1901.
83. ↑  Benedetti, Dear Writer, Dear Actress, 125.
84. ↑  "Olga's relations with Vladimir Nemirovich-Danchenko were more than professional." Rayfield, 500.
85. ↑  Harvey Pitcher i Chekhov's Leading Lady, citerad i Malcolm, 59.
86. ↑  "Chekhov had the temperament of a philanderer. Sexually, he preferred brothels or swift liaisons." Wood, 78.
87. ↑  Brev till Suvorin, 23 mars 1895. Letters of Anton Chekhov.
88. ↑  Rayfield föreslår även, något försiktigt, utifrån medicinska ledtrådar, att Olga kan ha fått ett utomkvedshavandeskap snarare än ett missfall. Rayfield, 556–7.
89. ↑  Stämningen mellan paret var bevisligen något spänd efter missfallet, även om Simmons, s.569, och Benedetti, Dear Writer, Dear Actress,s. 241, menar att den främsta anledningen till detta var att Tjechovs mor och syster skyllde missfallet på Olgas livsstil, med sena kvällar tillbringade i sina skådespelarvänners sällskap.
90. ↑  Benedetti, Dear Writer, Dear Actress: The Love Letters of Olga Knipper and Anton Chekhov.
91. ↑  The Lady with the Dog.. Läst 16 februari 2007.
92. ↑  ”Yalta Chekhov Campaign”. Yaltachekhov.org. 13 november 2008. Arkiverad från originalet den 22 januari 2009. https://web.archive.org/web/20090122062137/http://yaltachekhov.org/. Läst 3 mars 2009.
93. ↑  Brev till systern Marija, 28 juni 1904. Letters of Anton Chekhov.
94. ↑  Malcolm, 62.
95. ↑  Olga Knipper, Memoir, i Benedetti, Dear Writer, Dear Actress, s. 284.
96. ↑  "Det banala hämnades på honom med ett smaklöst skämt, för det ordnade så att hans lik, liket av en poet, lastades i en järnvägsvagn. 'För ostronfrakt' " Maksim Gorkij i Reminiscences of Anton Chekhov. Arkiverad 14 september 2015 hämtat från the Wayback Machine.. Läst 16 februari 2007.
97. ↑  Malcolm, 91; Alexander Kuprin i Reminiscences of Anton Chekhov. Arkiverad 14 september 2015 hämtat från the Wayback Machine.. Läst 16 februari 2007.
98. ↑  Payne, XXXVI.
99. ↑  Tolstoj, en stor beundrare av Tjechovs noveller, delade in dem i två grupper: "första kvalitet" och "andra kvalitet". I den första kategorin fanns Children, The Chorus Girl, A Play, Home, Misery, The Runaway, In Court, Vanka, Ladies, The Malefactors, The Boys, Darkness, Sleepy, The Helpmate, The Darling; i den andra fanns: A Transgression, Sorrow, The Witch, Verochka, In a Strange Land, The Cook's Wedding, A Tedious Business, An Upheaval, Oh! The Public!, The Mask, A Woman's Luck, Nerves, The Wedding, A Defenseless Creature, Peasant Wives. Dessa historier hade han inbundna i en bok som han läste om med stor behållenhet. - Simmons, p. 595.
100. ↑  Reading Mansfield and Metaphors of Reform, McGill-Queen’s Press, 1999, ISBN 978-0-7735-1791-2, 15–17.
101. ↑  Wood, 77.
102. ↑  Allen, 88.
103. ↑  "De kommer inte tillåta en pjäs som ses lamentera de förlorade egendomarna hos det förnäma folken." Brev från Vladimir Nemirovitj-Dantjenko, citerat av Anatolij Smeljanskij i Chekhov at the Moscow Art Theatre, från The Cambridge Companion to Chekhov, 31–32.
104. ↑  Anna Obraztsova, Bernard Shaw's Dialogue with Chekhov, in Miles, 43–4.
105. ↑  Reynolds, Elizabeth (ed), Stanislavski's Legacy, Theatre Arts Books, 1987, ISBN 978-0-87830-127-0, 81, 83.
106. ↑  "Det var Tjechov som först avsiktligt skrev dialoger där huvudinriktningen av känslomässiga utspel löpte under ytan. Det har uttalats uppfattningen att människan nästan aldrig talar i tydliga termer bland varandra om sina djupaste känslor, men de största, tragiska, klimatiska ögonblicken ofta sker under vad som utifrån ser ut som triviala samtal." Martin Esslin, från Text and Subtext in Shavian Drama, i 1922: Shaw and the last Hundred Years, ed. Bernard. F. Dukore, Penn State Press, 1994, ISBN 978-0-271-01324-4, 200.
107. ↑  "Lee Strasberg blev i min mening en offer för den traditionella iden av Tjechovisk teater... (han lämnade) inget rum för Tjechovs bildspråk." Georgij Tovstonogov om Strasbergs produktion av Three Sisters i The Drama Review (vintern 1968), citerat av Styan, 121.
108. ↑  "Pjäserna saknar den sömlösa myndigheten av dikten: det finns fantastiska karaktärer, underbara scener, enorma avsnitt, stunder av akut melankoli och vishet, medan andra stycken verkar vara större än helheten." A Chekhov Lexicon, av William Boyd, The Guardian, den 3 juli 2004. Hämtad 16 februari 2007.
109. ↑  Bartlett, From Russia, with Love, The Guardian, den 15 juli 2004. Hämtad 17 februari 2007.
110. ↑  Brev från Ernest Hemingway till Archibald MacLeish, 1925 (från Selected Letters, p. 179), i Ernest Hemingway on Writing, Ed Larry W. Phillips, Touchstone, (1984) 1999, ISBN 978-0-684-18119-6, 101.
111. ↑  Wood, 82.
112. ↑  Från Vladimir Nabokov Lectures on Russian Literature, citerad av Francine Prose i Learning from Chekhov, 231.
113. ↑  "För första gången i litteraturen är ledigheten och slumpmässigheten av livet gjord till formen av skönlitteratur. Före Tjechov drev händelse-handlingarna all skönlitteratur." William Boyd, refererade till författaren William Gerhardies analys i Anton Chekhov: A Critical Study, 1923. A Chekhov Lexicon, av William Boyd, The Guardian, 3 juli 2004. Hämtad 16 februari 2007.
114. ↑  Woolf, Virginia, The Common Reader: First Series, Annotated Edition, Harvest/HBJ Book, 2002, ISBN 015602778X, 172.
115. ↑  ”Chekov on Mercury” (på engelska). International Astronomical Union. 7 oktober 2016. https://planetarynames.wr.usgs.gov/Feature/1171. Läst 16 juli 2023.
116. ↑  Schmadel, Lutz D. (2007). Dictionary of Minor Planet Names – (2369) Chekhov. Springer Berlin Heidelberg. sid. 193. ISBN 978-3-540-29925-7. https://link.springer.com/referenceworkentry/10.1007/978-3-540-29925-7_2370. Läst 4 november 2017

### Biografiska
- Biografi på books and writers (Petri Liukkonen)
- Biografi på The Literature Network
- "Chekhov's Legacy" av Cornel West vid NPR, 2004

### Blandat
- Production of the play ‘DEAD MAN’S BLUFF’ by Mikhail Volokhov with Bernard Sobel. Starring luminaries of French stage and screen Denis Lavant and Hugues Quester, as part of the international project ‘Dead Man’s Bluff’ in the form of a trilogy including ‘The Cherry Orchard’ by A. Chekhov (1903), ‘Maria’ by I. Babel (1933) and ‘Dead Man’s Bluff’ by M. Volokhov (1989).
- A daily dose of the wit and wisdom of Anton Pavlovich Chekhov

### Verk
- Verk av och om Anton Tjechov på Internet Archive. Scannade böcker i färg, några med illustrationer, originalutgåvor.
- Inspelade berättelser om Anton Tjechov på Internet Archive. Översatta av Constance Garnett, Marion Fell, och andra. Presenterade i mp3 och ogg format.
- Verk av Anton Tjechov på Project Gutenberg. Alla Constance Garnetts översättningar av novellerna och breven är tillgängliga, dessutom den utgåva av Tjechovs anteckningar som översattes av S. S. Koteliansky och Leonard Woolf - se referenslistan för vidare information om utgivning. På webbsidan finns även översättningar av samtliga pjäser till engelska.
- 201 Berättelser av Anton Tjechov, översatta av Constance Garnett presenterade i kronologisk ordning efter sin ryska utgivning, med noter.
- Антон Павлович Чехов Originaltexter av Tjechov på ryska. Lästa den 16 februari 2007. (ryska)